# Lutz Jäncke
Lutz Jäncke (* 16. Juli 1957 in Wuppertal) ist ein Deutschschweizer Neuropsychologe und kognitiver Neurowissenschaftler.

## Leben
Lutz Jäncke besuchte die Volksschule und das Humanistische Gymnasium in der Siegesstraße in Wuppertal und legte 1977 das Abitur ab. In dieser Zeit betrieb er Leistungssport im Wasserball. Nach seinem Wehrdienst studierte er Psychologie, Neurophysiologie und Hirnforschung an der Ruhr-Universität Bochum, an der TU Braunschweig und an der Heinrich-Heine-Universität Düsseldorf (HHU). 1984 erhielt er sein Diplom in Psychologie von der HHU. Zur Finanzierung des Studiums war er zwischen 1980 und 1990 Trainer in mehreren Wassersportvereinen, unter anderem bei Wasserfreunde Wuppertal.
1989 wurde er an der Mathematisch-Naturwissenschaftlichen Fakultät der HHU mit einer Arbeit über die Bedeutung der audio-phonatorischen Kopplung für die Sprechkontrolle zum Dr. rer. nat. promoviert. 1995 habilitierte er sich an der gleichen Fakultät mit einer Schrift über Anatomische und funktionelle Hemisphärenasymmetrien. Die Habilitationsarbeit wurde von der Mathematisch-Naturwissenschaftlichen Fakultät der Universität Düsseldorf ausgezeichnet.
1996 erhielt er ein Heisenberg-Stipendium der Deutschen Forschungsgemeinschaft. Nach einem Forschungsaufenthalt am Beth-Israel-Krankenhaus der Harvard Medical School arbeitete er als Senior Researcher am Forschungszentrum Jülich.
1997 nahm er einen Ruf auf eine C4-Professur für Allgemeine Psychologie der Otto-von-Guericke-Universität Magdeburg an. Seit April 2002 ist er Ordinarius für Neuropsychologie an der Universität Zürich. 2020 wurde er in den wissenschaftlichen Beirat des Hans-Albert-Instituts berufen. Seit 2022 ist er emeritiert.

## Leistungen
Jäncke beschäftigt sich in seinen wissenschaftlichen Arbeiten vorwiegend mit der funktionellen Plastizität des menschlichen Gehirns. Hierzu nutzt er oft professionelle Musiker als Modellgruppe zur Untersuchung der Hirnplastizität. Des Weiteren hat er sich auch mit den neuronalen Grundlagen der Synästhesie auseinandergesetzt. Hierzu verwendet er moderne bildgebende Verfahren (Funktionelle Magnetresonanztomografie, Elektroenzephalographie) und Hirnstimulationsmethoden (Transkranielle Magnetstimulation, transkranielle Gleichstromstimulation).
Bislang hat Lutz Jäncke mehr als 500 Originalarbeiten in wissenschaftlichen Zeitschriften publiziert. Neben den Originalarbeiten hat er mehr als 50 Buchkapitel und mehrere Bücher publiziert. Seine Arbeiten sind im Essential Science Indicatorgelistet. Derzeit gehört er damit zu den 1 % der am häufigsten zitierten Wissenschaftler. Von ScholarGPS wurde er als Highly Ranked Scientist ausgezeichnet. Auch vom AD Scientific Index wurde als Highly Cited Researcher 2024 eingestuft.
2009 gründete er gemeinsam mit Mike Martin (Gerontopsychologe) an der Universität Zürich das „The International Normal Aging and Plasticity Imaging Center“ zur Erforschung der kognitiven und neurowissenschaftlichen Grundlagen des Alterns. In 2012 gründeten Jäncke und Martin den Universitären Forschungsschwerpunkt „Dynamik des Gesunden Alterns“ an der Universität Zürich.
2007 wurde er an der Universität Zürich mit dem mit 10.000 Schweizer Franken dotierten Lehrpreis „Credit Suisse Award for Best Teaching“ für seine frei vorgetragene Vorlesungsreihe „Grundlagen der Biologischen Psychologie“ ausgezeichnet. 2006 und 2008 erhielt er vom Verband der Studierenden an der ETH (VSETH) jeweils die „Goldene Eule“. Dies ist ein Sympathiepreis der Studierenden an die Dozierenden der ETH Zürich. 2011 wurde er erneut mit einem Lehrpreis der Universität Zürich ausgezeichnet (Ehrung der mehrmals für den „Credit Suisse Award for Best Teaching“ nominierten Dozenten).
Lutz Jäncke hat 2020 den postgradualen Weiterbildungsgang für „klinische Neuropsychologie“ in der Schweiz eingeführt (Diploma / Master of Advanced Studies in Neuropsychology Zurich), der vom Bundesamt für Gesundheit (BAG) der Schweiz anerkannt wurde. Nach seiner Emeritierung ist Lutz Jäncke als wissenschaftlicher Gutachter, Herausgeber, Publizist und Keynote-Speaker tätig.
Im November 2024 verlieh ihm die Universität Luzern die Ehrendoktorwürde für seine Verdienste für die Neuropsychologie.

## Schriften

### Bücher
- Methoden der Bildgebung in der Psychologie und den kognitiven Neurowissenschaften. Kohlhammer, Stuttgart 2005.
- mit Bärbel Hüsing und Brigitte Tag: Impact Assessment of Neuroimaging. Vdf Hochschulverlag, Zürich 2006.
- mit Fred W. Mast (Hrsg.): Spatial Processing in Navigation, Imagery and Perception. Springer, New York 2007.
- Macht Musik schlau? Neue Erkenntnisse aus den Neurowissenschaften und der kognitiven Psychologie. Huber, Bern 2008.
- Lehrbuch Kognitive Neurowissenschaften. Hogrefe, Göttingen 2024 (4. Auflage).
- Ist das Hirn vernünftig? Erkenntnisse eines Neuropsychologen. Hogrefe-Verlag, Göttingen 2018. (2. Auflage)
- Von der Steinzeit ins Internet. Hogrefe, Göttingen 2021.